# 发展心理学
發展心理學，是心理學的分支之一。主要是研究人類不同年齡時的心理轉變，意指從胎兒階段到年老死亡所發生的有系統性之持續變化。這當中包括了兒童的心理與成人的差異、兒童的心理發展過程，以及當兒童有心理障礙時應當如何處理。
過去的學者把兒童心理學等同於發展心理學，根據約翰·桑托洛克（Santrock, 2004）的理論，在當時的心理學家的角度來看，一般人的心理發展在成年以後就不再改變，所以，當時的發展心理學只著重兒童的心理發展；不過後來心理學家開始發現人類在成年以後，心理狀況亦會繼續發展，所以，有關成年人及老年人心理發展的研究開始如雨後春笋般的發表。之後，不少人開始以整全的角度來觀看人生的心理發展，成為了今日的畢生發展心理学。
“發展”是指個體自受胎至死亡的一生期間，其行為產生連續性與擴展性改變的歷程，在此之中，個體行為不斷充實，由簡單至複雜，由粗略至精細，由分立至調和，由分化至統整。
一般學界的共識認為，先天與後天的因素，都對心理發展有影響，有時甚至也難以區分；且在後天因素中，父母教養的影響是不容否認的，父母的教養方式，對子女的將來，無庸置疑地有重要的影響，研究支持教養會對子女的未來，造成強烈的影響，尤其負面的經驗更會對子女的發展造成影響。研究一般認為，不論其他先天與後天的因素，教養本身對子女將來的成就有20%至50%的影響；另外，所有的家長都有自己的教養方式，根據金貝立·科普科（Kimberly Kopko）的定義，教養方式可以「由兩個層面來定義：控制與溫暖。控制指的是家長對子女行為的管理程度；而溫暖指的是家長對子女行為的接受和回應程度。」

## 分類
發展心理學成型於以下各個範疇的集合：
- 教育心理學
- 兒童心理病理學（child psychopathology）
- 法證發展心理學

發展心理學亦補充了下列各項心理學的基本研究範疇：
- 社會心理學
- 認知心理學
- 環境心理學
- 比較心理學

發展心理學可以依據發展的階段再細分如下：
- 幼兒心理學
- 兒童心理學
- 青年心理學
- 老年心理學

其中，兒童心理學是發展心理學最主要的內容，因此狹義的發展心理學為兒童心理學;
而廣義而言，發展心理學包含了動物心理學、民族心理學等等。
近年，由於對胎兒期及壯年期的研究增加，開始有這兩個類別的專門研究出現。

## 歷史
在兒童心理學還沒有正式獨立出來之前，盧梭所寫的《愛彌兒》是公认第一本有關研究兒童心理較詳盡的著作，這是一本兒童教育著作。
許多理論觀點都試圖解釋「發展」是什麼。而其中最普遍的說法有讓·皮亞傑的發展階段論、利維·維谷斯基的社會關係論、以及資訊處理架構理論（Information Processing framework）。

## 著名发展心理学家列表
- 智力理論
  - 讓·皮亞傑
  - 哈沃德·加德納
  - 奧利佛·薩克斯
- 情緒智商
  - 彼德·薩洛維（英语：Peter Salovey）
  - 約翰·梅爾
  - 丹尼爾·高爾曼
- 最近发展区
  - 利維·維谷斯基
- 資訊處理（Information Processing）
  - 西摩爾·派普特（亦參考Logo程序设计语言）

## 理论
- 讓·皮亞傑：认知发展理论
- 劳伦斯·柯尔伯格：柯尔伯格道德发展阶段
- 杰罗姆·布鲁纳：认知学习理论（Cognitive Learning Theory）
- 利維·維谷斯基：社会文化历史理论（Social Contextualism）/ 近側發展區間
- 尤里·布朗芬布伦纳：生态系统理论
- 約翰·鮑比、哈利·哈洛、瑪麗·愛因斯沃斯：依附理論
- 爱利克·埃里克森：埃里克森社会心理發展阶段
- 西格蒙德·弗洛伊德：性心理發展
- 伊萬·巴甫洛夫：古典制約
- 史金納：操作制約

## 愛利克·埃里克森 社會心理發展 各个阶段

### 婴儿期
0-1岁
信任对不信任。
此時的重要他人為照顧者，最主要為母親，若是發展順利，將會產生「對人信任、有安全感」的特徵。

### 幼儿期
1-3岁
自主行动对羞怯怀疑，此階段的發展將決定人的個性是活潑、大方、自信，抑或是對自己感到羞怯怀疑。
此時的重要他人為父母，若是發展順利，即能依社會的要求表現出具有目的性的行為。

### 童年早期
3-6岁
自发自动对退缩愧疚。此時的重要他人擴大為家人，若是發展順利，將能使人具備責任感、能主動且有方向的做事。

### 童年晚期
6-12岁
勤奋进取对自贬自卑。在學齡前，兒童的接觸範圍到達學校老師及同學，也包含了住家附近的鄰居，這些皆屬於童年晚期的重要他人。而若是發展順利，將能使兒童在未來有正確的待人處事之觀念及能力。

### 青春期
12-20岁
同一性对角色混乱。青春期是人類發展中最重要的時期之一，此時的重要他人更擴大包含了同儕及崇拜對象，如偶像等等。若是發展順利，將能避免角色混淆的情形發生，能有較完整的自我認同觀念。

### 成年早期
20-35
友爱亲密对孤僻疏离。影響成年早期的重要他人多了親密好友及伴侶，若是發展順利，將能較為輕鬆地與他人產生親密感，否則可能會對他人產生疏離感，並有孤獨的感受。

### 成年中期
35-60
生產对停滞。在成年中期，重要他人涵蓋了新組成的家庭之成員，以及工作場合中的同事。若是發展順利，將對生活及工作有熱忱，不會產生頹廢感，也可能會延伸至社會層面，喜愛關懷社會、為他人付出。

### 成年后期
60岁以后
完美无缺对悲观沮丧。在最後一個階段，影響的人包含了所有出現在生命中的人，而若是發展順利，將會認為此生無憾，能夠安心的享受餘生，但若未發展順利，即可能對生命感到悲觀及沮喪。

### 书目
- 《心理学与生活》美-理查德 格里格、菲利普 津巴多
- Santrock, John W., (2004),“Life-Span Development” (9th ed.), New York: McGraw-Hill Higher Education.